# Ballincollig
Ballincollig (irisch Baile an Chollaigh, deutsch: Stadt des [Robert] Coll) ist ein Stadtteil (bis 2019: eine Vorstadt) im Westen von Cork und bis 2019 einwohnerreichste Stadt im County Cork (ohne die Stadt) in der Republik Irland. Die Einwohnerzahl von Ballincollig wurde bei der Volkszählung 2016 mit 18621 Personen ermittelt.

## Lage
Zwischen den Vororten Carrigrohane und dem West Village gelegen und südlich des River Lee gelegen, ist Ballincollig vor allem eine Pendlerstadt für das Stadtzentrum von Cork, das sieben Kilometer östlich liegt. Die N22 umquert die Stadt. Zentral führt die R608 von Cork kommend nach Westen. Dort findet sich der Komplex von Dell Technologies.
Der Bahnhof an der Bahnstrecke Cork−Macroom wurde 1947 geschlossen. Der Verkehrsplan Project Ireland 2040 sieht einen schienengebundenen Nahverkehrsanschluss für Ballincollig vor.

## Geschichte
Bis in das 14. Jahrhundert trug der Ort den Namen Maghmakeer. Als die Coll-Familie Ballincollig Castle errichtete, wurde der alte Name immer stärker verdrängt. 1468 wurde Burg und Land an die Barrett-Familie veräußert. Nach mehreren Belagerungen und Auseinandersetzungen verfiel die Burg ab dem frühen 18. Jahrhundert.
1794 wurden nahe dem Fluss die Pulvermühle Ballincollig Royal Gunpowder Mills durch Charles Henry Leslie errichtet. Die Pulvermühle war bis zur Schließung Anfang der 1900er Jahre einer der größten Arbeitgeber in der Umgebung von Cork.
Am 8. September 1878 kam es nahe Ballincollig (Curraheen) zu einem schweren Bahnunglück. Ein Passagierzug entgleiste wegen der schlechtgewarteten Schienen. Neben fünf Toten waren auch ca. 50 bis 70 Verletzte zu beklagen.
Während des Ersten Weltkriegs waren die Royal Munster Fusiliers hier stationiert.
Von 1952 bis 1964 produzierte die Audi-Tochter DKW hier etwa 4000 Fahrzeuge.
Ab den 1970er Jahren entwickelte sich Ballincollig zu einer Satellitenstadt für Cork. 2019 wurde Ballincollig nach Cork eingemeindet.
2024 erhielt Ballincollig den Titel Ireland’s Tidiest Town.

## Sehenswürdigkeiten
- Ballincollig Castle
- Im Ballincollig Regional Park liegen Teile der früheren Ballincollig Royal Gunpowder Mills mit Oriel House
- katholische Kirchen (u. a. St. Mary and St. John’s Church, 1865/1866 durch George Goldie errichtet)
- Der Friedhof St. Oliver (St. Oliver’s Cemetery) birgt das Grab von Rory Gallagher

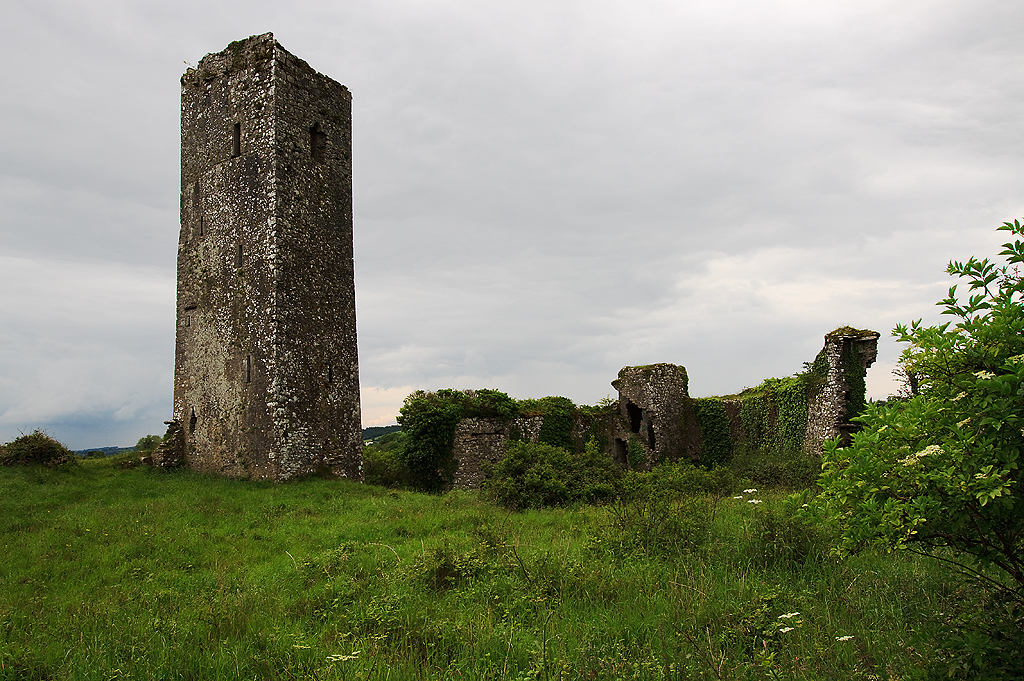
Ballincollig Castle
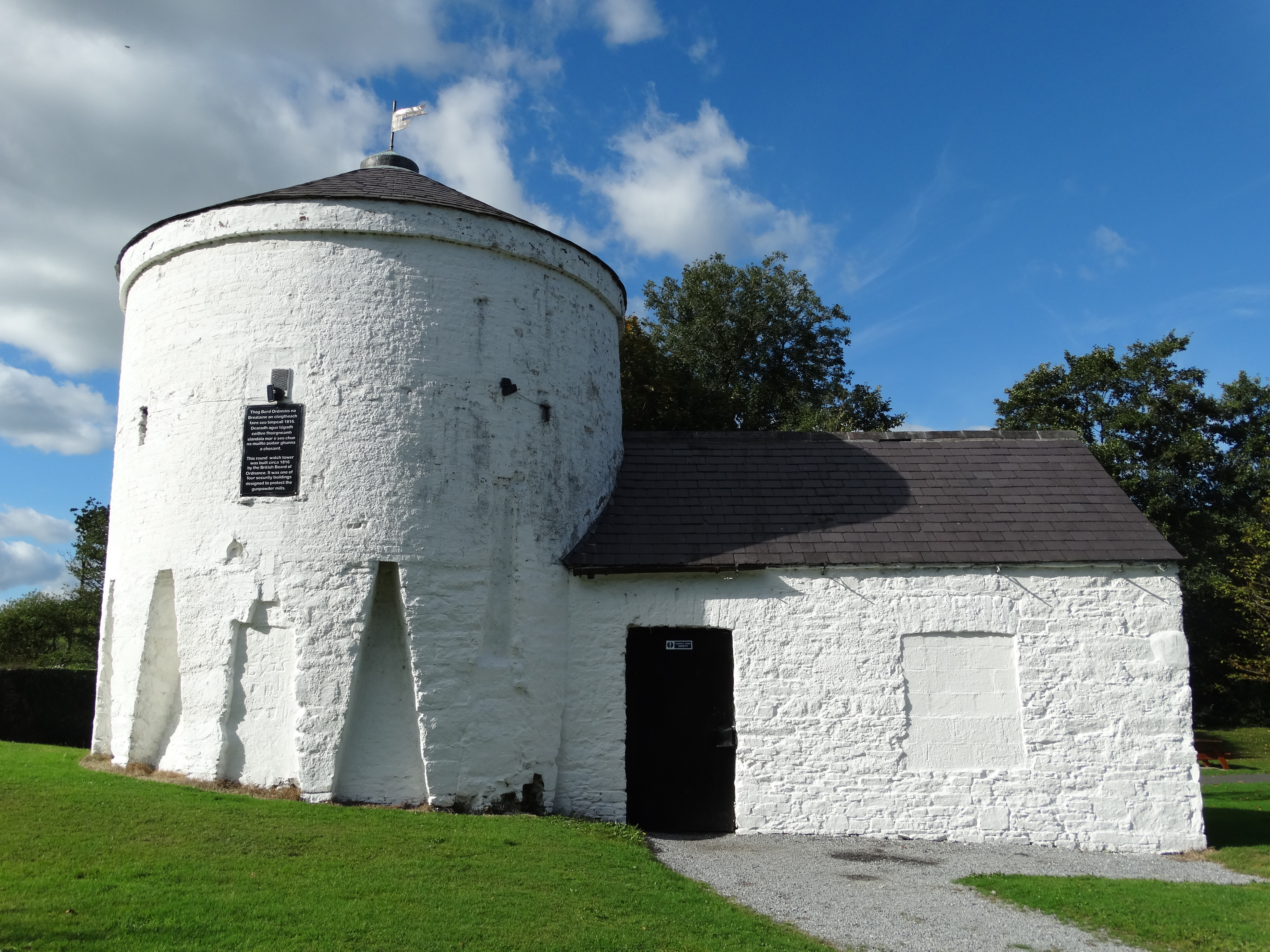
Ballincollig Royal Gunpowder Mills
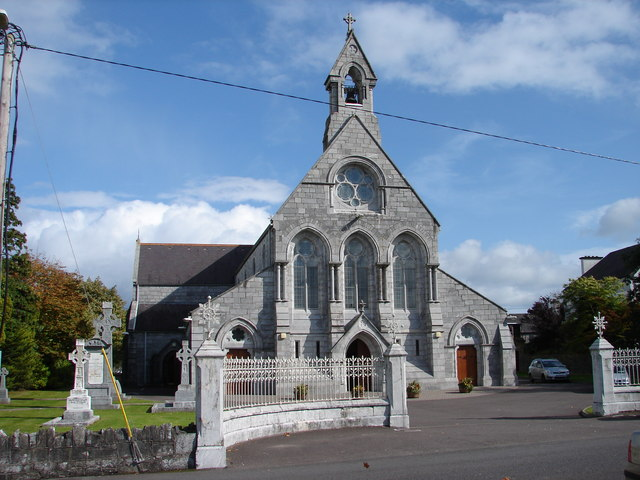
St. Mary and St. Johns Church
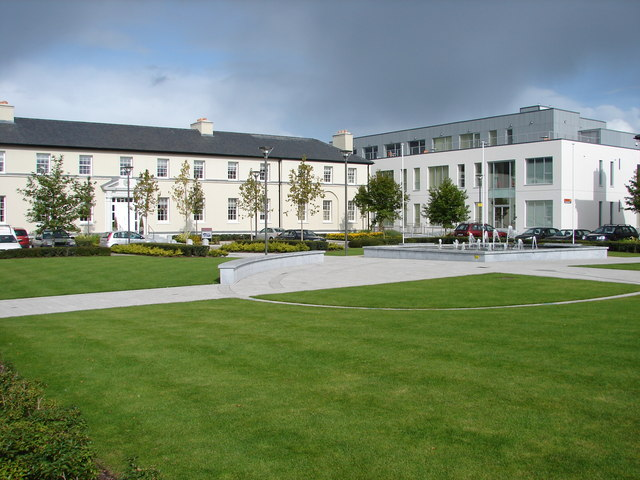
Barrack Square

## Persönlichkeiten
- Francis Davis (1810–1885), Dichter
- William Horace de Vere Cole (1881–1937), Hochstapler
- Edward Mannock (1887–1918), Jagdflieger der Royal Air Force
- Colin Healy (* 1980), früherer Fußballspieler und -trainer
- Sanita Pušpure (* 1981), Ruderin, Weltmeisterin im Einer und im Doppelzweier, lebt hier.
- Zara Foley (* 2002), Fußballspielerin

## Partnerschaft
Mit der französischen Stadt Saclay im Département Essonne der Île de France besteht seit 1998 und mit Mechterstädt (Gemeinde Hörsel in Thüringen) seit 1996 eine Partnerschaft.